# Lilium polyphyllum
Lilium polyphyllum ist eine Art aus der Gattung der Lilien (Lilium) in der Candidum-Sektion innerhalb der Familie der Liliengewächse (Liliaceae).

## Beschreibung
Lilium polyphyllum ist eine mehrjährige, krautige Pflanze, die Wuchshöhen zwischen 60 und 120 cm, gelegentlich bis 240 cm, erreicht.
Die Laubblätter sind schmal und lanzettförmig; sie sind um den Stängel verteilt. Die Zwiebeln sind rundlich und liegen bis zu 60 Zentimeter tief in der Erde.
Die Pflanze blüht mit ein bis zehn, gelegentlich bis zu vierzig, nach unten geneigten, großen türkenbundförmigen Blüten. Die sechs fast gleichgestalteten Blütenhüllblätter (Tepalen) sind stark zurückgebogen. Die Grundfarbe der stark duftenden Blüten ist weiß bis rosa mit einer wachsartigen Oberfläche, üppig mit dunkelrosanen bis purpurnen Punkten und Streifen übersät, im Innern grünlich-gelb. In jeder Blüte gibt es drei Fruchtblätter und sechs Staubblätter. Die Staubbeutel (Antheren) ragen an langen Staubfäden (Filamenten) aus der Blüte. Sie sind ebenso wie die Pollen gelb bis orange.
Die Chromosomenzahl beträgt 2n = 24.

## Verbreitung
Die Pflanze ist im Himalaya in Höhenlagen zwischen 1800 und 3700 m endemisch. Sie findet sich in Nordindien, Afghanistan, Pakistan und Nepal, vor allem in der Region um Manali.
Lilium polyphyllum braucht einen feuchten, durchlässigen aber nicht nassen Boden, bevorzugt leichte Lehmböden.

## Taxonomie
Lilium polyphyllum wurde 1840 von David Don in Illustrations of the Botany ... of the Himalayan Mountains ... (Royle) Seite 388 erstbeschrieben.

## Weiterführende Literatur
- Anurag Dhyani, Bhagwati Prasad Nautiyal, Mohan Chandra Nautiyal: Age determination of the perennial herb Lilium polyphyllum (Liliaceae). In: Nordic Journal of Botany. Volume 30, Issue 4, pages 503–505, August 2012, doi:10.1111/j.1756-1051.2012.01270.x